# コニスポル
コニスポル（アルバニア語: Konispol）はアルバニア最南部ヴロラ州の基礎自治体・街。ギリシャの国境に位置する。2015年の地方行政改革による旧基礎自治体のコニスポル、マルカトおよびジャラが統合されて誕生した。自治体役所はコニスポル街。全面積が221.88km²で、2011年のアルバニアの国勢調査によると、自治体に担当する総人口は8,245人、街の人口は2,123人であった。 コニスポル行政単位はツィフリク街を含む。
経済は農業とブドウ栽培に依拠する。主にチャメリア系アルバニア人が街に居住し、民族の文化の中心である。別のアルバニア人、ギリシャ人およびアルーマニア人も街に住んでいる。
コニスポルの地名は、スラヴ語派でコニツィ（kon'c、коньць）が「終末」を意味し、ポーリャ（polya、поля）が「畑」を意味することに由来し、畑の端の場所について指す。